# Jack Leynnwood
Jack Leon Leynnwood (* 1. November 1921 in Los Angeles, Vereinigte Staaten; † 7. Oktober 1999 in Sedona, Vereinigte Staaten) war ein US-amerikanischer Pilot, Maler und Illustrator. Der Schwerpunkt seiner künstlerischen Arbeiten lag in Darstellungen von Flugzeugen, Fahrzeugen und anderen technischen Geräten als Illustrationen auf Verpackungen namhafter Hersteller von Plastikmodellbausätzen. In diesem Metier gilt er als einer der profiliertesten Künstler. Neben vielfältigen anderen Werken fertigte er auch Filmplakate an und war als Hochschullehrer tätig.

## Biographie

### Frühe Jahre
Leynnwood wurde in Los Angeles geboren und lebte mit seiner Familie in Culver City. Er war der Sohn eines Ingenieurs der Santa Fe und Southern Pacific Eisenbahngesellschaften. Seine Mutter war eine aus China stammende Antiquitätenhändlerin. Leynnwood zeigte bereits früh vielfältige Interessen, so etwa für das Schauspiel, Musik und technische Dinge, denen er mit Beharrlichkeit nachging.
Durch die unmittelbare Nähe seines Wohnorts zu den Metro-Goldwyn-Mayer (MGM) und Hal Roach Filmstudios, kam er frühzeitig in Kontakt mit der Filmindustrie. Als Kind war er als Komparse in der Fernsehserie Die kleinen Strolche engagiert. Weiterhin war er musikalisch begabt und erlernte das Saxophonspielen.
Neben diesen Interessensgebieten begeisterte sich Leynnwood aber vor allem für die Luftfahrt. Wie viele Kinder baute er Flugzeugbausätze aus Balsaholz und fertigte Zeichnungen von Flugzeugen an. Sein Wohnort lag nahe zum Culver City Airport, dem damaligen Stammsitz der Firma Hughes Aircraft von Howard Hughes. Dort hatte Leynnwood oft Gelegenheit, Flugzeuge beim Starten und Landen zu beobachten. Er hielt sich am Flughafen auf, als dort Teile der Dreharbeiten zum Film Helldivers (deutsch: Wolkenstürmer) von 1931 mit Wallace Beery und Clark Gable stattfanden.
Leynnwood träumte davon, Pilot oder Berufsmusiker zu werden. In den finanziell schwierigen Zeiten zu Beginn der 1930er Jahre verdiente er mit Gelegenheitsjobs Geld, um Flugstunden nehmen zu können und wurde auf einer American Eagle Eaglet und einer Aeronca C-2 ausgebildet. Parallel verfolgte er aber auch eine Karriere als Musiker und war als Saxophon-Spieler in der Big Band des an der Westküste zu dieser Zeit bekannten Ben Sullivan engagiert. Das Engagement führte er bis zum Beginn des Zweiten Weltkriegs fort.

### Zweiter Weltkrieg
Bald darauf trat Leynnwood dem United States Army Air Corps bei und absolvierte die Grundausbildung auf der Buckley Air Force Base in Colorado. Nach einer Station auf der Ellsworth Air Force Base in South Dakota, diente er schließlich auf der Luke Air Force Base in Arizona, wo er aufgrund seiner umfangreichen Flugerfahrung als Fluglehrer eingesetzt war. Er flog dort North American T-6, Curtiss P-40, North American P-51 und seine Lieblingsmaschine, die Lockheed P-38 und unterrichtete auch einen speziellen 30-stündigen Umschulungskurs für Kampfflugzeugpiloten der chinesischen Luftwaffe.

### Nachkriegszeit
Nach Kriegsende erwarb Leynnwood seine Berufspilotenlizenz, verfolgte diese Karriere allerdings nicht weiter.
Stattdessen arbeitete Leynnwood in Teilzeit als Werbegrafiker und als Illustrator von Sicherheitsplakaten für das US Army Air Corps. Er nutzte die sog. G.I. Bill der US-Regierung, um ein Studium in den Bereichen Industriedesign und Werbeillustration am Art Center College of Design in Pasadena zu beginnen. Nach seinem Abschluss nahm Leynnwood seine erste Vollzeitstelle beim Flugzeughersteller Northrop Corporation an. Seine Aufgabe bestand darin, Illustrationen von Flugzeugen und Produkten des Unternehmens wie der F-89, T-38 und Snark-Raketen anzufertigen. Die Illustrationen wurden für Drucke, Werbung und Broschüren verwendet.
Während seiner sieben Jahre bei Northrop fungierte Leynnwood als Jack Northrops persönlicher Skizzenzeichner und etablierte sich fest als einer der führenden Künstler im Bereich Luftfahrt in den USA. Er gewann mehrere Auszeichnungen der Technical Illustrator’s Management Association. Die Gruppe war von den technischen Serviceabteilungen verschiedener Flugzeughersteller gegründet worden, um ihre Produkte und Talente zu präsentieren.
Zu Beginn der 1950er Jahre hatte sich die Revell Incorporated, ein expandierender Hersteller von Plastikmodellbausätzen, im nahegelegenen Venice angesiedelt. Deren Art Director, der ungarische Immigrant und 2. Weltkriegspilot der ungarischen Luftwaffe Richard („Dick“) Kishady trat an Leynnwood heran und bat ihn, seine Illustrationen für ihre Schachtelverpackungen verwenden zu dürfen. Jacks erster Auftrag war eine Lockheed C-130A Hercules im Maßstab 1:140 in 1957. Dies sollte der Beginn einer langen und sehr lukrativen Zusammenarbeit sein. Da er von Revell mehr Aufträge erhielt, verließ Leynnwood in der Folge Northrop und widmete sich ganz dieser neuen freiberuflichen Tätigkeit. Revell war gleichzeitig bereit, sein Erscheinungsbild zu ändern, und so machten die Werke der vorherigen Illustratoren, wie etwa Scott Eidson und Richard Kishady Platz und Leynnwood und John Steel traten an ihre Stellen. Dieser Zeitraum von etwa 1959 bis Mitte der 1960er Jahre galt dann als das zweite „Goldene Zeitalter“ von Revell und der Illustrationskunst auf den Schachteln (englisch auch schlicht „Boxart“ oder „Coverart“ genannt).

### Spätere Jahre
In den 1960er Jahren öffnete sich der Markt für Plastikbausätze und die Zahl der verkauften Modelle nahm zu. Modellbau war nun das beliebteste Hobby für Jungen in Amerika. Während seiner Zeit bei Revell fertigte Jack über 650 Illustrationen für Modellbausätze bzw. deren Verpackungen an. Seine illustrativen Fähigkeiten kamen bei Schiffen, Panzern, Figuren, Autos und einigen der ersten Serien von Raumschiff- und Raketenbausätzen zum Einsatz. Seine Werke waren auf Schachteldeckeln, in Katalogen, auf Seitenwänden und in der Werbung zu sehen. Jacks Arbeiten waren gefragt und er fertigte etwa ein bis fünf hochwertige „Boxart“-Illustrationen pro Woche an.
Während dieser ohnehin schon arbeitsreichen Zeit begann er zusätzlich am Art Center College, seinem Studienort, als Hochschullehrer zu arbeiten. Er unterrichtete dort insgesamt 25 Jahre lang.
In den 1970er Jahren hielten die Regeln und Gesetze des Truth in Advertising (deutsch: „Wahrheit in der Werbung“) Einzug in die Plastikmodellbaubranche. Obwohl eine Illustration die Kraft und Romantik der Luftfahrt besser einfing und eine potenziell stärkere Marketingwirkung hatte, entschieden sich die Hersteller dafür, auf den Neuauflagen von Bausätzen nun eher Fotos der fertigen Modelle zu zeigen. Illustrationen wurden nur auf den neu gefertigten Modellen verwendet, für die noch keine Fotos verfügbar waren. Leynnwood illustrierte in dieser Zeit mehr Bausätze in Europa als in Amerika und war auch für asiatische Hersteller, wie etwa Hasegawa, tätig.
Als in seinen späteren Berufsjahren der Markt für Illustrationen im Modellbaubereich stagnierte, wandte sich Leynnwood auch vermehrt der Illustration auf Filmplakaten zu. So stammen Plakate für Filme wie Midway, Airport ’77, U-Boot in Not, das Plakat für den japanischen Markt von Der weiße Hai 2 und viele andere von ihm. Hierbei bot sich ihm auch Gelegenheit, Luftfahrtbilder in seine Filmplakate zu integrieren. Eines seiner spektakulärsten Plakatentwürfe war für den Re-Release des Films Höllenflieger (englisch: Hell’s Angels) von Howard Hughes, für das er britische SE-5 Jagdflugzeuge, die ein deutsches Luftschiff „zerstören“, mit überlappenden Suchscheinwerfern und Porträts der Hauptdarsteller Ben Lyon und der Jean Harlow montierte.
Leynnwoods Karriere erstreckte sich über fünfzig Jahre, und seine Kundenliste war lang. Sie umfasst bekannte Namen wie Revell, Aurora, Mini-Craft, Glencoe Models, Aero Publishers, Plane and Pilot Magazine, Northrop, United Technologies, Schaefer Aircraft, die Garrett Corporation, Hughes Aircraft, Rutan Aircraft, die Filmindustrie und viele mehr. Mit seinen Werken versuchte er den Geist und die Romantik der Luftfahrt einzufangen. Trotz der kommerziellen Verwendung seiner Werke gelang es ihm, als Künstler seine Integrität zu bewahren.
Leynnwood war Mitglied der Society of Illustrators of Los Angeles.
Für seinen Ruhestand verzog Leynnwood mit seiner Frau von Los Angeles nach Sedona in Arizona. Dort war er weiterhin künstlerisch tätig, widmete sich aber auch der Fliegerei. Leynnwood starb 1999 an einer Krebserkrankung.

## Technik und Stil
Leynnwoods frühe Illustrationen führte er mit Designer-Gouache, Eitempera und Kaseinfarbe aus, die er auf kaltgepresstem Illustrationskarton realisierte. Sein Pinselstrich war locker und zum Teil abstrakt und er tendierte zu einer grauen, gedämpften Palette. In seinen frühen Arbeiten zeigte Leynnwood eine Vorliebe für starke kompositorische Beziehungen zwischen Haupt- und Nebenmotiven.
Obwohl Jack bedeutende Illustrationen malte, die die Qualität und das Aussehen von Werken der bildenden Kunst erreichten, sah er sich als Illustrator und nicht unbedingt als bildender Künstler. Der Kunde spielte eine wichtige Rolle im Prozess der Bildentwicklung – zumal wenn er eine andere Ansicht als der Illustrator hatte. Illustratoren unterliegen oftmals Einschränkungen und Leynnwoods Bausatzillustrationen bildeten da keine Ausnahme. Zwar konnte er die Hintergründe für Motive größtenteils nach eigenem Ermessen entwickeln, beispielsweise für die F-89 in der Arktis oder den russischen Panzer T-34 in Moskau. Leynnwood erhielt jedoch beispielsweise von Revell ausdrückliche Anweisungen, keine zeitgenössischen Schlachtszenen darzustellen. Diese Regel galt allerdings nicht für dargestellte Ereignisse aus dem Ersten und Zweiten Weltkrieg. Außerdem gab es eine Zeit, in der es bei Modellen von Flugzeugen, Raketen, Panzer und anderer Kriegsmaschinen der deutschen Wehrmacht aus dem Zweiten Weltkrieg verboten war, das Hakenkreuz auf der Verpackung oder dem Modell selbst zu zeigen, wenn der Bausatz in Europa vermarktet werden sollte. In vielen weiteren Fällen war ein Hersteller bei der Markierung oder Tarnung eines Modellflugzeugdesigns nicht historisch korrekt; Leynnwoods Illustrationen mussten jedoch zum gelieferten Produkt passen.
Die für die Illustrationen verwendeten Ausgangsobjekte variierten häufig. Gelegentlich erhielt Leynnwood ein größeres Modell als Motiv, oder aber fertige Modell mit Farbe und Aufklebern. Meinungsverschiedenheiten führten für die Illustratoren manchmal zu unangenehmen Situationen. Leynnwoods Rat in diesem Bereich lautete: „Bei jedem Kunden stellt sich die Frage, wie weit man als Künstler gehen kann, und der Grad der Genauigkeit hängt vom Kunden ab.“
Gegen Ende der 1960er Jahre begann Leynnwood, neue Stilideen auszuprobieren, aus denen einige seiner besten Werke hervorgingen. Revell brachte eine Serie von Kampfflugzeugen aus dem Zweiten Weltkrieg im Maßstab 1:32 heraus und Jack bekam erneut die Gelegenheit, die Cover zu gestalten.
Obwohl Jack Kasein, Gouache und Öl bevorzugte, malte er diese Serie größtenteils in Acryl. Seine Fähigkeit, durch Zuschnitt, Beleuchtung, Überlappungen und Komposition dramatische Bilder von Kraft, Wirkung und Sichtbarkeit zu erzeugen, war bereits hoch entwickelt, aber jetzt vertiefte er seine Fertigkeiten nochmals. Indem er gewagte Kompositionen malte und kontinuierlich mit Designs und Medien experimentierte, gelang es ihm, einen neuen Qualitätsstandard in der Luftfahrtillustration zu erreichen.

### Beispiel für eine Illustration
In den 1960er Jahren malte Leynnwood eines der signifikantesten Beispiele für „Modell-Box-Art“. Revell wollte die B-17 im Maßstab 1:72 nachbilden und entschied sich für die legendäre „Memphis Belle“, eine Boeing B-17F, die als erste 25 Einsätze in Europa absolvierte. Das Werk erlangte aus rein subjektiven Gründen Bedeutung und war ein Bild roher Stärke und Macht von heroischen Ausmaßen. Leynnwood erreichte dies, indem er die Flügel beschnitt, um Nase, Triebwerke, Heck, Bombenschachtklappen, Kugelturm und schließlich die Bugbemalung hervorzuheben. Außerdem änderte er den Blickwinkel des Betrachters auf die Fluglage. Während eines tatsächlichen Bombenangriffs wurde die B-17 vom Bombenschützen in horizontaler Fluglage geflogen. Durch die Änderung der Fluglage in eine Abwärtsbewegung im Bild konnte Leynnwood die visuelle Spannung deutlich steigern. Abstrakte Pinselstriche des Himmels und Flakfeuers erweiterten visuell den Raum, in dem sich die mächtig wirkenden Bombenflugzeuge für einen „direkten“ Bombenangriff kraftvoll durchsetzten. Der locker behandelte graue Hintergrund und die Bearbeitung der Formatkanten schaffen eine eindrucksvolle Komposition. Das Bild ist somit absichtlich verzerrt, um Dramatik zu erzeugen und die wichtigen Details des Bausatzes zu verdeutlichen. Leynnwood beschrieb seine Herangehensweise an die Memphis Belle-Illustration und erklärte, dass er für die Vorzeichnungen eine Testaufnahme des fertigen Modellflugzeugs im Maßstab 1:72 (einen Spritzgussversuch vor der Massenproduktion) und eine Camera lucida verwendete. Anschließend schnitt er bestimmte Bereiche des Flugzeugs ab, die für ihn „nicht sehenswert“ waren, und vergrößerte das Bild so weit wie möglich, indem er Rumpf, Triebwerke und Heck so verdrehte, dass es die vier Seiten des Formats ausfüllte. Das Originalbild wurde in Kasein gerendert.
Damals wurde das gesamte Cover-Artwork zunächst auf ein dünnes Blatt Papier gedruckt und dann um den Deckel der Hartkartonschachtel gewickelt. Seine Design-Philosophie bestand darin, die Schachtel zu „überfüllen“, also den zur Verfügung stehenden Raum bestmöglich auszunutzen und Flügelspitzen oder Heckflossen abzuschneiden. Hierdurch erreichte er eine große „Spannung“ in seinem Werk und vermittelte das Gefühl, das dargestellte Objekt würde aus dem Bildformat herausspringen. Zur Förderung der Aufmerksamkeit des Betrachters nahm er dafür Abänderungen des Bildmotivs im Gegensatz zum Original bewusst in Kauf.
Diese künstlerische Philosophie stand im Widerspruch zur traditionelleren Schule der Hyperpräzision, die in der Luftfahrtkunst über die Jahre hinweg bestimmt hatten, wo buchstäblich jede Niete sitzen musste. Bezüglich dieser Herangehensweise wurde Leynnwood mit dem Satz zitiert: „Wenn dir das Aussehen nicht gefällt, dann ändere es!“ Farbe spielte ebenfalls eine große Rolle im Leynnwood-Stil. So setzte er ganz bewusst eine Farbpsychologie ein, die er sich bei Groschenromanen der 1930er Jahre abgeschaut hatte, und stellte bald fest, dass „gelbe Himmel zu guten Umsätzen führten, während blaugrüne Himmel zu schlechteren Umsätzen führten.“ Darüber hinaus wurden Größe, Richtung und Platzierung des Flugzeugs im Bezugsrahmen zu einem wichtigen Designfaktor.

### Link zum Bild derMemphis Belle
- Guy Aceto: Airplane Kits Are Great—But Sometimes the Art on the Box is Even Better. Auf: History.net. August 2023. Link. Abgerufen am 31. Juli 2025.